# Liste der Bodendenkmäler in Perlesreut
Auf dieser Seite sind die Bodendenkmäler in dem niederbayerischen Markt Perlesreut zusammengestellt. Diese Tabelle ist eine Teilliste der Liste der Bodendenkmäler in Bayern. Grundlage ist die Bayerische Denkmalliste, die auf Basis des Bayerischen Denkmalschutzgesetzes vom 1. Oktober 1973 erstmals erstellt wurde und seither durch das Bayerische Landesamt für Denkmalpflege geführt wird. Die folgenden Angaben ersetzen nicht die rechtsverbindliche Auskunft der Denkmalschutzbehörde.

## Bodendenkmäler in Perlesreut

### Bodendenkmäler in der Gemarkung Heinrichsreit
| Lage                     | Objekt | Akten-Nr.     | Bild |
| ------------------------ | --- | ------------- | ---- |
| Heinrichsreit (Standort) | Untertägige Befunde im Bereich des verebneten mittelalterlichen Burgstalls und des abgegangenen frühneuzeitlichen Hofmarkschlosses Bibereck → Schloss Biebereck. | D-2-7146-0003 |      |

### Bodendenkmäler in der Gemarkung Kumreut
| Lage               | Objekt | Akten-Nr.     | Bild |
| ------------------ | --- | ------------- | ---- |
| Kumreut (Standort) | Untertägige Befunde im Bereich des verebneten mittelalterlichen Burgstalls und des abgegangenen frühneuzeitlichen Hofmarkschlosses Schloßberg oder Redeben bei Empertsreut → Schloss Schlossberg. | D-2-7246-0004 |      |

### Bodendenkmäler in der Gemarkung Niederperlesreut
| Lage                        | Objekt                                                            | Akten-Nr.     | Bild |
| --------------------------- | ----------------------------------------------------------------- | ------------- | ---- |
| Niederperlesreut (Standort) | Siedlung des Endneolithikums.                                     | D-2-7246-0005 |      |
| Niederperlesreut (Standort) | Siedlung des Endneolithikums.                                     | D-2-7246-0006 |      |
| Niederperlesreut (Standort) | Siedlung des Neolithikums sowie des Mittelalters und der Neuzeit. | D-2-7246-0159 |      |
| Niederperlesreut (Standort) | Spätmittelalterlich-frühneuzeitliches Goldseifenhügelfeld.        | D-2-7246-0160 |      |
| Niederperlesreut (Standort) | Burgstall des Mittelalters.                                       | D-2-7246-0163 |      |

### Bodendenkmäler in der Gemarkung Perlesreut
| Lage                  | Objekt | Akten-Nr.     | Bild |
| --------------------- | --- | ------------- | ---- |
| Perlesreut (Standort) | Untertägige Befunde des Mittelalters und der frühen Neuzeit im Bereich der katholischen Pfarrkirche St. Andreas mit zugehörigem aufgelassenen Friedhof in Perlesreut, darunter die Spuren von Vorgängerbauten bzw. älteren Bauphasen. | D-2-7246-0119 |      |

### Bodendenkmäler in der Gemarkung Praßreut
| Lage                | Objekt                                 | Akten-Nr.     | Bild |
| ------------------- | -------------------------------------- | ------------- | ---- |
| Praßreut (Standort) | Siedlung des Endneolithikums.          | D-2-7246-0007 |      |
| Praßreut (Standort) | Siedlung des Endneolithikums.          | D-2-7246-0008 |      |
| Praßreut (Standort) | Frühneuzeitliche Wüstung Pfeffermühle. | D-2-7246-0089 |      |

### Bodendenkmäler in der Gemarkung Waldenreut
| Lage                  | Objekt | Akten-Nr.     | Bild |
| --------------------- | --- | ------------- | ---- |
| Waldenreut (Standort) | Siedlung des Endneolithikums. | D-2-7246-0009 |      |
| Waldenreut (Standort) | Untertägige Befunde des Mittelalters und der frühen Neuzeit im Bereich der katholischen Kirche St. Nikolaus in Kirchberg, darunter die Spuren von Vorgängerbauten bzw. älteren Bauphasen. | D-2-7246-0108 |      |
| Waldenreut (Standort) | Mittelalterlicher Burgstall. Siedlung des Mittelalters und der frühen Neuzeit. | D-2-7246-0109 |      |